# Tridentifera
Tridentifera är ett släkte av snäckor. Tridentifera ingår i familjen Rastodentidae.
Kladogram enligt Catalogue of Life:
| Tridentifera | \| \| Tridentifera crassicordata \| \| \| \| \| \| Tridentifera roseoculma \| \| \| \| |
|              | \| \| Tridentifera crassicordata \| \| \| \| \| \| Tridentifera roseoculma \| \| \| \| |
|              | Rastodens                                                                              |
|              |                                                                                        |
|              | Tridentifera crassicordata                                                             |
|              |                                                                                        |
|              | Tridentifera roseoculma                                                                |
|              |                                                                                        |

|  | Tridentifera crassicordata |
|  |                            |
|  | Tridentifera roseoculma    |
|  |                            |